# Tenis ziemny na Igrzyskach Azjatyckich 2018
Tenis ziemny na Igrzyskach Azjatyckich 2018 – turniej tenisowy, który był rozgrywany w dniach 19–25 sierpnia 2018 roku podczas igrzysk azjatyckich w Palembangu. Zawodnicy zmagali się na obiektach JSC Tennis Court. Tenisiści rywalizowali w pięciu konkurencjach: grze pojedynczej i podwójnej kobiet oraz mężczyzn, a także w grze mieszanej.

## Medaliści
Poczet medalistów zawodów tenisowych podczas Igrzysk Azjatyckich 2018.
| Konkurencja             | Złoty medal                         | Srebrny medal                      | Brązowy medal                                                 |
| Gra pojedyncza mężczyzn | Denis Istomin                       | Wu Yibing                          | Prajnesh Gunneswaran Lee Duck-hee                             |
| Gra pojedyncza kobiet   | Wang Qiang                          | Zhang Shuai                        | Liang En-shuo Ankita Raina                                    |
| Gra podwójna mężczyzn   | Rohan Bopanna Divij Sharan          | Aleksandr Bublik Dienis Jewsiejew  | Shō Shimabukuro Kaito Uesugi Yuya Ito Yosuke Watanuki         |
| Gra podwójna kobiet     | Xu Yifan Yang Zhaoxuan              | Chan Hao-ching Latisha Chan        | Gozal Ajnitdinowa Anna Danilina Miyu Katō Makoto Ninomiya     |
| Gra mieszana            | Christopher Rungkat Aldila Sutjiadi | Sonchat Ratiwatana Luksika Kumkhum | Ołeksandr Nedowiesow Anna Danilina Kaito Uesugi Erina Hayashi |

### Tabela medalowa
Klasyfikacja medalowa zawodów tenisowych podczas Igrzysk Azjatyckich 2018.
| Miejsce | Państwo          | Złoto | Srebro | Brąz | Razem |
| ------- | ---------------- | ----- | ------ | ---- | ----- |
| 1.      | Chiny            | 2     | 2      | 0    | 4     |
| 2.      | Indie            | 1     | 0      | 2    | 3     |
| 3.      | Indonezja        | 1     | 0      | 0    | 1     |
| 3.      | Uzbekistan       | 1     | 0      | 0    | 1     |
| 5.      | Kazachstan       | 0     | 1      | 2    | 3     |
| 6.      | Chińskie Tajpej  | 0     | 1      | 1    | 2     |
| 7.      | Tajlandia        | 0     | 1      | 0    | 1     |
| 8.      | Japonia          | 0     | 0      | 4    | 4     |
| 9.      | Korea Południowa | 0     | 0      | 1    | 1     |
|         | Razem            | 5     | 5      | 10   | 20    |